# Sinekologija
Sinekologija je veda, ki proučuje med seboj odvisne skupine osebkov, ki ustvarjajo določeno celoto. Prav tako preučuje razmerja med rastlinskimi in živalskimi populacijami. Je sogovornica družbenih ved, ugotovitev, človek nikoli ne obvladuje narave v kateri živi. Etnologija in senekologija sta primerjalni raziskovanji, ki se ukvarjata s kompleksnostjo človeškega sveta in sveta narave. Sinekologija se uvršča med ekološke vede. Iz sinekologije sta se izoblikovali: fitosociologija (veda o rastlinskih združbah) in zoocenologija (veda o živalskih združbah).